# Michael Binder (Handballspieler)
Michael Binder (* 4. August 1981 in Friedrichshafen) ist ein deutscher ehemaliger Handballspieler.
Der 1,88 m große Linksaußen spielte bis 2002 für die HSG Konstanz in der damaligen 2. Bundesliga Süd. Nach seinem Wechsel spielte er von 2002 bis 2007 für den TBV Lemgo und hat mit diesem Verein 2003 den Deutschen Meistertitel gewonnen und im gleichen Jahr den Supercup geholt. 2006 gehörte er zu der Mannschaft, die den EHF-Pokal gewann. Der gelernte Bankkaufmann wird als Spieler mit hohem kämpferischen Niveau beschrieben und ist sowohl im Angriff als auch in der Abwehr vielseitig einsetzbar.
Zur Saison 2007/08 unterschrieb Binder einen Vertrag beim Wilhelmshavener HV. In eben jener stieg er mit den Nordseestädtern in die 2. Handball-Bundesliga ab. Zum Ende der Saison 2008/09 hat Michael Binder den Wilhelmshavener HV verlassen. Er wechselte wieder zurück nach Lemgo. Dort spielte er mit der HSG Handball Lemgo 2 in der 3. Liga. 2017 beendete er seine Karriere.

## Erfolge
- Deutscher Vize-Meister 1998, B-Jugend, mit der HSG Konstanz
- EHF-Cup-Sieger 2006 und 2010, mit dem TBV Lemgo
- Deutscher Meister 2003, mit dem TBV Lemgo